# 캄페오나투 브라질레이루 세리이 A
캄페오나투 브라질레이루 세리이 A(포르투갈어: Campeonato Brasileiro Série A)는 전국 규모의 브라질 축구 1부 리그 대회이다. 현재 20개 팀이 참가하고 있으며 매 시즌 종료 후 하위 네 팀은 세리이 B로 강등되고 세리이 B에서 네 팀이 승격한다.
큰 국토의 면적과 역사적인 이유로 브라질의 전국 규모 대회는 역사가 그리 길지 않다. 군사 정권의 지원을 받아 1971년에야 전국 규모의 리그가 시작되었는데, 항공 운송의 변화와 발전 덕분에 가능하게 되었다. 이 대회(Campeonato Brasileiro)가 시작되기 전에는 캄페오나투 파울리스타나 캄페오나투 카리오카와 같은 각 주별 리그가 최상위 리그였다.

## 구성 및 규칙
2003년부터 세리이 A는 홈과 원정에서 각각 한 번씩 경기를 치르는 라운드 방식의 토너먼트를 채택하여 진행하고 있다. 여기에는 최종 결승전이 없어 진행방식에 대해 논쟁의 여지가 있기도 하다. 2003년 이전까지 브라질 리그는 전통적으로 유럽과 같은 정규시즌 승점제보다 플레이오프 형식의 대회를 선호하여 토너먼트 방식으로 리그를 진행해 왔다. (정규 시즌의 상위 8개 팀이 단일 토너먼트를 치르는 형식)
브라질 축구 리그는 시즌마다 참가 팀이 변화했다: 1979년 (94개 팀), 1986년 (80개 팀), 2000년 (116개 팀)
파우메이라스를 제외한 상파울루의 빅 클럽들은 모두 1979년 리그 출전을 포기한 적이 있다. 당시의 이상한 진출 시스템에 대한 항의 때문이었다. 지난 대회 결승 진출자인 파우메이라스와 구아라니는 부전승으로 최종단계에 진출하였는데, 이는 당시 제도를 이용해 특권을 받은 것이었다. 구아라니는 단지 세 경기만 하고도 96개 참가팀 가운데 상위 12팀 안에 들었고, 파우메이라스는 다섯 경기만 하고 리그 3위를 차지했었기 때문이다.
1984년에 상파울루의 작은 클럽인 아틀레치쿠 주벤투스는 세리이 A에 진출하게 되었다. 그 해의 참가팀들은 토너먼트 도중에 세리이 B에서 승격하거나 세리이 B로 강등되기도 하였다. 주벤투스는 이러한 규정 때문에 토너먼트 도중에 강등되었지만, 결국 세리이 B의 우승을 차지할 수 있었다. 그럼에도 불구하고 주벤투스는 다음해 세리이 A에 참가하지 못했는데 상파울루 주(州) 리그를 통과하지 못했기 때문이다.
1999년에는 아르헨티나 프리메라 디비시온이 도입한 것과 유사한 강등시스템(평균률)을 적용하였다. 1단계에서 최저 점수를 기록한 두 팀의 지난 두 시즌을 비교하여 안 좋은 기록을 가진 팀이 강등되는 시스템이었다. 하지만 이 시스템은 단 한 시즌 만에 사라지고 말았다.
2005년에는 22개 팀이 참가하여 홈과 원정에서 한 경기씩 총 42라운드의 경기를 진행하게 되었다. 우승 팀과 준우승 팀은 자동적으로 이듬해 코파 리베르타도레스 본선에 진출하게 되었으며, 3위와 4위 팀은 코파 리베르타도레스 예선에 진출한다. 1위 팀과 5~11위 팀들은 코파 수다메리카나에 진출하고 있다. 2005년 대회 가운데 11경기는 브라질 축구 경기에 관련된 스캔들로 인하여 무효처리되었는데, 이로 인해 재경기를 치러야만 했다.
2006년 시즌부터 참가팀이 20개로 감소하였다. 또한 외국인 선수의 보유 한도를 정하였는데, 한 경기에서 한 팀의 외국인 선수는 선발 출전 선수와 대기 선수를 포함하여 세 명을 넘으면 안된다는 규정이었다.

## 2023년 세리이 A 참가팀
| 팀                      | 연고지           | 경기장                        | 수용인원 | 감독 |
| ----------------------- | ---------------- | ----------------------------- | -------- | ---- |
| 그레미우                | 포르투알레그리   | 아레나 두 그레미우            | 55,662   |      |
| 바스쿠 다 가마          | 리우데자네이루   | 상자누아리우 경기장           | 21,880명 |      |
| 바이아                  | 사우바도르       | 아레나 폰치 노바              | 48,747   |      |
| 보타포구                | 리오데자네이루   | 주앙 아발란제 올림픽 스타디움 | 46,831   |      |
| 비토리아                | 사우바도르       | 바하당                        | 35,632   |      |
| 산투스                  | 산투스           | 빌라 베우미르                 | 16,068   |      |
| 상파울루                | 상파울루         | 모룸비 경기장                 | 67,053   |      |
| 샤페코엔시              | 샤페코           | 아레나 콘다                   | 22,600   |      |
| 스포르트 헤시피         | 헤시피           | 일랴 두 헤치루                | 35,000   |      |
| 아바이                  | 플로리아노폴리스 | 이스타지우 다 헤사카다        | 17,800   |      |
| 아틀레치쿠 고이아니엔시 | 고이아니아       | 올림피쿠 페드루 루도비쿠      | 13,500   |      |
| 아틀레치쿠 미네이루     | 벨루오리존치     | 이스타지우 인지펜덴시아       | 23,018   |      |
| 아틀레치쿠 파라나엔시   | 쿠리치바         | 아레나 다 바이샤다            | 42,372   |      |
| 코린치앙스              | 상파울루         | 아레나 코린치앙스             | 49,025   |      |
| 코리치바                | 쿠리치바         | 쿠투 페헤이라                 | 45,563   |      |
| 크루제이루              | 벨루오리존치     | 미네이랑                      | 61,846   |      |
| 플라멩구                | 리우데자네이루   | 루수 브라실레이루             | 20,500   |      |
| 플루미넨시              | 리우데자네이루   | 줄리치 쿠치뉴                 | 13,544   |      |
| 파우메이라스            | 상파울루         | 알리안츠 파르키               | 43,713   |      |
| 폰치 프레타             | 캄피나스         | 모이세스 루카렐리             | 19,722   |      |

## 역대 우승 팀

### 연도별 우승 팀
| 시즌                                              | 우승                  | 준우승                | 참가팀 |
| ------------------------------------------------- | --------------------- | --------------------- | ------ |
| 타사 브라질 (1959 ~ 1968)                         |                       |                       |        |
| 1959                                              | 바이아                | 산투스                | 14     |
| 1960                                              | 파우메이라스          | 포르탈레자            |        |
| 1961                                              | 산투스                | 바이아                |        |
| 1962                                              | 산투스                | 보타포구              |        |
| 1963                                              | 산투스                | 바이아                |        |
| 1964                                              | 산투스                | 플라멩구              |        |
| 1965                                              | 산투스                | 바스쿠 다 가마        |        |
| 1966                                              | 크루제이루            | 산투스                |        |
| 1967                                              | 파우메이라스          | 나우치쿠              |        |
| 1968                                              | 보타포구              | 포르탈레자            |        |
| 토르네이우 호베르투 고메스 페드로사 (1967 ~ 1970) |                       |                       |        |
| 1967                                              | 파우메이라스          | 인테르나시오나우      |        |
| 1968                                              | 산투스                | 인테르나시오나우      |        |
| 1969                                              | 파우메이라스          | 크루제이루            |        |
| 1970                                              | 플루미넨시            | 파우메이라스          |        |
| 캄페오나투 브라질레이루 세리이 A (1971 ~ )        |                       |                       |        |
| 1971                                              | 아틀레치쿠 미네이루   | 상파울루              | 20     |
| 1972                                              | 파우메이라스          | 보타포구              | 26     |
| 1973                                              | 파우메이라스          | 상파울루              | 40     |
| 1974                                              | 바스쿠 다 가마        | 크루제이루            | 40     |
| 1975                                              | 인테르나시오나우      | 크루제이루            | 42     |
| 1976                                              | 인테르나시오나우      | 코린치앙스            | 54     |
| 1977                                              | 상파울루              | 아틀레치쿠 미네이루   | 62     |
| 1978                                              | 구아라니              | 파우메이라스          | 74     |
| 1979                                              | 인테르나시오나우      | 바스쿠 다 가마        | 94     |
| 1980                                              | 플라멩구              | 아틀레치쿠 미네이루   | 44     |
| 1981                                              | 그레미우              | 상파울루              | 44     |
| 1982                                              | 플라멩구              | 그레미우              | 44     |
| 1983                                              | 플라멩구              | 산투스                | 44     |
| 1984                                              | 플루미넨시            | 바스쿠 다 가마        | 41     |
| 1985                                              | 코리치바              | 방구                  | 44     |
| 1986                                              | 상파울루              | 구아라니              | 80     |
| 1987                                              | 스포르트              | 구아라니              | 32     |
| 1988                                              | 바이아                | 인테르나시오나우      | 24     |
| 1989                                              | 바스쿠 다 가마        | 상파울루              | 22     |
| 1990                                              | 코린치앙스            | 상파울루              | 20     |
| 1991                                              | 상파울루              | 브라간치누            | 20     |
| 1992                                              | 플라멩구              | 보타포구              | 20     |
| 1993                                              | 파우메이라스          | 비토리아              | 32     |
| 1994                                              | 파우메이라스          | 코린치앙스            | 24     |
| 1995                                              | 보타포구              | 산투스                | 24     |
| 1996                                              | 그레미우              | 포르투게자            | 24     |
| 1997                                              | 바스쿠 다 가마        | 파우메이라스          | 26     |
| 1998                                              | 코린치앙스            | 크루제이루            | 24     |
| 1999                                              | 코린치앙스            | 아틀레치쿠 미네이루   | 22     |
| 2000                                              | 바스쿠 다 가마        | 상카에타누            | 116    |
| 2001                                              | 아틀레치쿠 파라나엔시 | 상카에타누            | 28     |
| 2002                                              | 산투스                | 코린치앙스            | 26     |
| 2003                                              | 크루제이루            | 산투스                | 24     |
| 2004                                              | 산투스                | 아틀레치쿠 파라나엔시 | 24     |
| 2005                                              | 코린치앙스            | 인테르나시오나우      | 22     |
| 2006                                              | 상파울루              | 인테르나시오나우      | 20     |
| 2007                                              | 상파울루              | 산투스                | 20     |
| 2008                                              | 상파울루              | 그레미우              | 20     |
| 2009                                              | 플라멩구              | 인테르나시오나우      | 20     |
| 2010                                              | 플루미넨시            | 크루제이루            | 20     |
| 2011                                              | 코린치앙스            | 크루제이루            | 20     |
| 2012                                              | 플루미넨시            | 아틀레치쿠 미네이루   | 20     |
| 2013                                              | 크루제이루            | 그레미우              | 20     |
| 2014                                              | 크루제이루            | 상파울루              | 20     |
| 2015                                              | 코린치앙스            | 아틀레치쿠 미네이루   | 20     |
| 2016                                              | SE 파우메이라스       | 산투스 FC             | 20     |
| 2017                                              | 코린치앙스            |                       |        |

### 팀별 우승 횟수
| 팀                    | 우승 | 준우승 |
| --------------------- | ---- | ------ |
| 파우메이라스          | 10   | 3      |
| 산투스                | 8    | 8      |
| 코린치앙스            | 7    | 3      |
| 상파울루              | 6    | 6      |
| 플라멩구              | 6    | 2      |
| 크루제이루            | 4    | 5      |
| 바스쿠 다 가마        | 4    | 4      |
| 플루미넨시            | 4    | 0      |
| 인테르나시오나우      | 3    | 6      |
| 보타포구              | 2    | 3      |
| 그레미우              | 2    | 3      |
| 바이아                | 2    | 2      |
| 아틀레치쿠 미네이루   | 1    | 5      |
| 구아라니              | 1    | 2      |
| 아틀레치쿠 파라나엔시 | 1    | 1      |
| 스포르트 헤시피       | 1    | 0      |
| 코리치바              | 1    | 0      |

### 주별 우승 횟수
| 주               | 우승 | 준우승 |
| ---------------- | ---- | ------ |
| 상파울루주       | 31   | 26     |
| 리우데자네이루주 | 16   | 10     |
| 미나스제라이스주 | 5    | 10     |
| 히우그란지두술주 | 5    | 9      |
| 바이아주         | 2    | 3      |
| 파라나 주        | 2    | 1      |
| 페르남부쿠주     | 1    | 1      |
| 세아라주         | 0    | 2      |

## 같이 보기
- 브라질 축구 리그 시스템
- 캄페오나투 브라질레이루 세리이 B
- 캄페오나투 브라질레이루 세리이 C
- 캄페오나투 브라질레이루 세리이 D

## 참고
1. ↑  2000년에는 토너먼트 형식의 코파 주앙 아벨란제(Copa João Havelange)가 대신 열렸다.